# Волков, Александр Васильевич
Александр Васильевич Волков (17 августа 1916 — 7 июня 1978) — советский художник.

## Биография
С 1935 по 1937 год Александр Васильевич получил свое первое художественное образование получил в изостудии ВЦСПС, учился у Гапоненко Тараса и Юон Константин.
В 1937 году после завершения обучении в изостудии поступил в Московский художественный институт в котором обучался у одного из наиболее известных представителей стиля Социалистический реализм Герасимова Сергея и у живописца, графика Покаржевского Пётра.
1941—1942 годы участвовал в боях Великой Отечественной войны был ранен и демобилизовался.
В 1943 году закончил институт выполнив дипломную работу «Возвращение партизан в родные места». В том же году Член Союза художников СССР и участник московских и всесоюзных выставок. В 1943 году участвовал в выставке дипломных работ Московского Государственного художественного института украинского отделения.
В 1947 году участвовал в Весенней выставке произведений московских живописцев и скульпторов.
В 1947, 1949, 1950, 1951 и 1957 годах участвовал во Всесоюзных художественных выставках.
В 1948 году участвовал на Всесоюзной выставке работ молодых художников, посвященной 30-летию ВЛКСМ.
1948—1953 годы руководитель Дома творчества Союза художников РСФСР «Академическая дача».
В 1949, 1954, 1955, 1956, 1957, 1960, 1961 и 1964 годах участвовал в выставках московских художников.
В 1960 году Волков Александр Васильевич участвовал в Республиканской художественной выставки «Советская Россия».
В 1964 году участвовал в выставке «Расцветай, земля колхозная».
В 1966 году Волков участвовал в выставке, посвящённой 25-летию разгрома немецко-фашистских войск под Москвой.
В 1967 году участвовал в выставке «Художники Москвы — 50-летию Октября» в Москве.
1962—1972 Александр Васильевич преподавал в Московском высшем художественно-промышленном училище.
7 июня 1978 года Александр Васильевич Волков скончался в селе Оболенское Калужской области.

## Избранные работы
- «День выборов в Верховный Совет СССР»[1]. 1949 год Государственный Русский музей

- «Освобождение» 1943—1957 годы Пермская государственная художественная галерея
- «Берёзовая роща». 1953 год Национальный художественный музей Республики Саха (Якутия)

- «Мичуринцы»[2] 1951 год Челябинский государственный музей изобразительных искусств

Работы находятся в собраниях:
- Государственного Русского музея
- Ярославского художественного музея
- Пермской государственной художественной галерее